# Gilotyna (teleturniej)
Gilotyna – polski teleturniej oparty na formacie The Guillotine (nazywanym niekiedy The Legacy) emitowany w latach 2009–2011 na antenie TVP2 (oraz jednocześnie w wysokiej rozdzielczości obrazu na antenie TVP HD). Jego prowadzącym był Roman Czejarek. Produkcję programu powierzono przedsiębiorstwu Mastiff Media Polska. 

## Format
W styczniu 2002 roku argentyńska telewizja Telefe rozpoczęła emisję teleturnieju pod nazwą El legado („spadek”, „dziedzictwo”). Następnie, jeszcze w tym samym roku, na jego bazie powstała lokalna wersja programu dla włoskiej telewizji Rai 1 pod nazwą L'eredità („spadek”, „spuścizna”); po trzech latach jej emisji wprowadzono nowe zasady rundy finałowej, nazywanej od tej pory „La Ghigliottina” („gilotyna”). Zmodyfikowana wersja finału pozostała częścią włoskiej wersji teleturnieju na lata. Twórcy polskiej wersji, podobnie jak w większości innych krajów, w których wykupiono prawa do realizacji formatu, bazowali na odsłonie włoskiej. 
Format na arenie międzynarodowej funkcjonuje pod dwoma nazwami: The Guillotine – po pomyśle Włochów oraz The Legacy – w nawiązaniu do argentyńskiego oryginału oraz głównych reguł rozgrywki. W napisach końcowych polskiej wersji pojawia się nazwa „Guillotine”.

## Zasady gry
Runda pierwsza
Udział w pierwszej rundzie bierze czterech zawodników. Każdy z nich otrzymuje na początek po 5000 zł. 
Prowadzący czyta słowa-wskazówki (co najwyżej dziewięć). Każde z nich wiąże się ze słowem-kluczem, którego odgadnięcie gwarantuje uczestnikom awans do drugiej rundy. Gracze zgłaszają się do odpowiedzi poprzez wciśnięcie przycisku; obowiązuje zasada kto pierwszy, ten lepszy. Jeśli uczestnik, który zgłosił się najszybciej udziela poprawnej odpowiedzi, to przejmuje od każdego z pozostałych graczy po 2500 zł (i przechodzi do drugiej rundy z kwotą 12 500 zł); jeśli jego odpowiedź jest błędna, to traci kolejkę, a hasło próbują odgadnąć pozostali gracze. Po wyłonieniu pierwszego zwycięzcy następuje druga kolejka (zwycięzca poprzedniej nie bierze w niej udziału). Zwycięzca drugiej kolejki przejmuje pieniądze z kont tych graczy, którzy nie odgadli poprawnie żadnego hasła (i przechodzi do drugiej rundy z kwotą 7500 zł). Po drugiej kolejce dwóch zawodników bez pieniędzy kończy grę. 
Runda druga
Na stole widnieje sześć ponumerowanych pól z ukrytymi pytaniami i stawkami pieniężnymi: 5000 zł (dwukrotnie), 10 000 zł, 15 000 zł, 20 000 zł i 25 000 zł. Uczestnicy odpowiadają na pytania naprzemiennie (zaczyna gracz z mniejszą ilością pieniędzy). Po wybraniu numeru gracz poznaje wysokość nagrody i treść pytania, któremu towarzyszą cztery warianty odpowiedzi. Jeśli uczestnik odpowiada poprawnie, to zdobywa przypisaną do pytania kwotę; jeśli odpowiada błędnie, to wszystkie posiadane pieniądze oddaje przeciwnikowi. Po zadaniu sześciu pytań prowadzący czyta cztery warianty odpowiedzi do pytania siódmego. Uczestnik z wyższym stanem konta decyduje, kto odpowie na to pytanie. Możliwe są cztery rozstrzygnięcia tej rundy: 
- bogatszy gracz bierze pytanie na siebie i odpowiada poprawnie – wtedy przechodzi do finału z tym, co zdobył;

- bogatszy gracz bierze pytanie na siebie i odpowiada błędnie – wtedy do finału wchodzi jego rywal i zabiera wszystkie pieniądze ze stołu (zarówno gracza bogatszego, jak i biedniejszego)[potrzebny przypis];

- bogatszy gracz oddaje pytanie rywalowi, który odpowiada poprawnie – wtedy do finału wchodzi rywal wyznaczającego i zabiera wszystkie pieniądze ze stołu (zarówno gracza bogatszego, jak i biedniejszego);

- bogatszy gracz oddaje pytanie rywalowi, który odpowiada błędne – wtedy do finału przechodzi wyznaczający i zabiera wszystkie pieniądze ze stołu (zarówno gracza bogatszego, jak i biedniejszego)[potrzebny przypis].

Finał
W finale prowadzący podaje pięć par słów, a zawodnik z każdej z nich wybiera jeden wyraz. Właściwie wybrane słowa tworzą logiczny zestaw naprowadzający na poszukiwane słowo-klucz. Za każdą pomyłkę, tj. za wybranie z pary słowa, które nie wiąże się ze słowem-kluczem, tytułowa gilotyna pomniejsza stan konta uczestnika o połowę. Po wybraniu pięciu wyrazów finalista ma 60 sekund na odgadnięcie słowa-klucza. Jeśli podane przez niego hasło jest poprawne, to wygrywa ocaloną sumę pieniędzy; jeśli zaś błędne, to wychodzi ze studia bez pieniędzy. 
Najwyższa możliwa do zdobycia wygrana w teleturnieju to 100 000 złotych. Nagrodą pocieszenia był kuferek ze słodyczami. 

## Emisja programu
Tabela została opracowana w 2020 roku na podstawie archiwalnego programu dla prasy Telewizji Polskiej.
| Seria            | Seria | Odcinki     | Sezon       | Początek emisji     | Koniec emisji        | Pora emisji                 |
| ---------------- | ----- | ----------- | ----------- | ------------------- | -------------------- | --------------------------- |
|                  | 1.    | 1–24 (24)   | jesień 2009 | 5 października 2009 | 22 grudnia 2009      | poniedziałek i wtorek 19.05 |
|                  | 2.    | 25–52 (28)  | wiosna 2010 | 2 marca 2010        | 7 kwietnia 2010      | wtorek i środa 19.30        |
| 20 kwietnia 2010 | 2.    | 25–52 (28)  | wiosna 2010 | 9 czerwca 2010      | wtorek i środa 17.25 |                             |
|                  | 3.    | 53–80 (28)  | jesień 2010 | 9 września 2010     | 16 grudnia 2010      | czwartek i piątek 17.25     |
|                  | 4.    | 81–106 (26) | wiosna 2011 | 3 marca 2011        | 2 czerwca 2011       | czwartek i piątek 17.25     |

W kwietniu 2010 roku z powodu katastrofy smoleńskiej telewizyjna Dwójka przerwała emisję teleturnieju. Program powrócił na antenę po blisko dwóch tygodniach, ale o innej porze.
Oglądalność
Pierwsze cztery odcinki programu oglądało średnio 1,38 mln widzów. Premiery pierwszych sześciu odcinków drugiej serii zobaczyło średnio 1,55 mln osób.